# Apotolamprus peyrierasi
Apotolamprus peyrierasi är en skalbaggsart som beskrevs av Renaud Maurice Adrien Paulian 1985. Apotolamprus peyrierasi ingår i släktet Apotolamprus och familjen bladhorningar. Inga underarter finns listade i Catalogue of Life.